# 168. vestlige længdekreds
Den 168. vestlige længdekreds (eller 168 grader vestlig længde) er en længdekreds, der ligger 168 grader vest for nulmeridianen. Den løber gennem Ishavet, Nordamerika, Stillehavet, det Sydlige Ishav og Antarktis.